# Antonio Buonanno
Antonio Buonanno (Napoli, 23 giugno 1966) è un giocatore di poker italiano.

## Poker
Buonanno è stato il secondo giocatore italiano a vincere un Main Event dell'European Poker Tour, dopo Salvatore Bonavena. Vanta inoltre nove piazzamenti a premi nel circuito EPT, due piazzamenti al WPT e tre piazzamenti nelle WSOP.
Ad agosto 2016, il totale delle sue vincite nei tornei live si attesta pari a $2,363,719, di cui $271,152 vinti alle WSOP e risulta al sesto posto nella classifica italiana per guadagni.